# Giulio Cacciandra
Giulio Cacciandra, född 15 juli 1884 i Alessandria, död 28 januari 1970 i Alessandria, var en italiensk ryttare.
Cacciandra blev olympisk silvermedaljör i fälttävlan vid sommarspelen 1920 i Antwerpen.